# Zapomniana ulica
Zapomniana ulica – powieść belgijskiego pisarza Louisa Paula Boona z 1946 r. Na podstawie powieści Luc Pien wyreżyserował w 1999 r. film pod tym samym tytułem. Przygotowano również przestawienie teatralne, wyreżyserowane przez Johana Simonsa (2008).
Akcja powieści rozgrywa się na jednej z brukselskich ulic, która zostaje odcięta od świata poprzez wykopy i nasypy, wykonane podczas budowy magistrali kolejowej. Boon portretuje całą galerię typów ludzkich, tworzących społeczność, która ma szansę zbudować własny, niezależny świat. Powieść ilustruje wizję społeczeństwa komunistycznego, które jednak w praktyce nie realizuje postawionych przed sobą ideałów ze względu na przywary i słabości składających się na to społeczeństwo jednostek. Okazuje się, że łatwiej pokonać zewnętrzne, ekonomiczne i administracyjne przeszkody, niż wewnętrzne ułomności ludzkiej natury, zawiść i egoizm..
Powieść pisana jest w oryginalny sposób i stanowi utwór z pogranicza tradycji i eksperymentu. W technice pisarskiej Boona literaturoznawcy dopatrują się podobieństw do Céline'a oraz Dos Passosa.